# Райс, Рэйвонте
Рэйвонте Райс (англ. Rayvonte Rice; род. 14 июля 1992, Шампейн, штат Иллинойс, США) — американский профессиональный баскетболист, играющий на позиции разыгрывающего защитника.

## Карьера
С 2015 по 2018 года Райс играл за клубы второго дивизиона Италии и Франции.
Сезон 2018/2019 Райс начал в составе иранского «Петрохими Бандар Имам». В декабре 2018 года он перешёл в мексиканский клуб «Солес де Мехикали», в 14 матчах набирая в среднем 21,1 очка, 4,2 подбора, 2,8 передачи и 2,1 перехвата. Концовку сезона Райс провел в итальянской «Авроре», сыграв 6 матчей в Серии А2 и показав статистику в 27,8 очка, 6,5 подбора, 3,0 перехвата, 2,3 передачи и 1,0 блок-шота.
В июле 2019 года Райс выступал в Летней лиге НБА в Лас-Вегасе в составе «Финикс Санз», в среднем набирая по 9,0 очка и 1,3 перехвата.
В сентябре 2019 года подписал контракт с «Автодором» до окончания сезона 2019/2020, но уже в октябре саратовский клуб и Райс приняли решение о прекращении действия контракта по обоюдному согласию сторон. В 2 матчах Единой лиги ВТБ средняя статистика Рэйвонте составила 4,5 очка, 2,0 подбора и 0,5 передачи.
В конце декабря Райс стал игроком «Хапоэля» (Эйлат), подписав контракт до конца сезона 2019/2020.
В июле 2020 года Райс перешёл в «Киото Ханнариз».